# Семёнов, Михаил Александрович
Михаи́л Алекса́ндрович Семёнов 1893, Санкт-Петербург, Санкт-Петербургская губерния, Российская империя — 4 (17) февраля 1965, Сан-Паулу, Бразилия) — белый эмигрант, во время Второй мировой войны руководил 1-м Добровольческим полком СС «Варяг», созданным на территории Белграда из русских эмигрантов и советских военнопленных, и входившим в состав войск СС.

## Биография
Родился в 1894 году в Санкт-Петербурге в семье офицера Русской Императорской Армии. В 1912 году окончил 1-й кадетский корпус в Санкт-Петербурге и поступил в Императорский Александровский Лицей. В 1914 году, не окончив лицейского курса, поступил в Павловское военное училище, которое окончил в 1915 году. Служил в 13-м Белозерском пехотном полку, а затем в Лейб-Гвардии Егерском полку в должности адъютанта полка. В 1917 году сдал экстерном экзамены за курс Императорского Лицея. 

### Участие в Гражданской войне в России
В 1918 году стал служить в Добровольческой армии А.И. Деникина, участвовал в Гражданской войне в рядах 1-го Сводно-гвардейского полка Сводно-гвардейской пехотной дивизии генерал-майора П.С. Оссовского. Участник боевых действий в Таврической, Полтавской, Киевской губерниях, занимал должность начальника полковой команды конных разведчиков. Эвакуировался в ноябре 1920 г. в составе Русской армии генерал-лейтенанта П.Н. Врангеля в Галлиполи.

### В эмиграции
С 1922 г. проживал в Королевстве сербов, хорватов и словенцев, в городе Осиеке. Участвовал на Зарубежном съезде 1926 года в Париже. В конце 20-х годов, возглавил отделение НТС Югославии, явившегося одним из инициаторов создания 1–4 июля 1930 года в Белграде Народно-трудового союза российских солидаристов. Однако после смещения Председателя НТС герцога С.Н. Лейхтенбергского в конце 1933 года и назначения по инициативе Исполнительного Бюро НТС Председателем Союза В.М. Байдалакова членство в НТС прекратил. Активно участвовал в монархических легитимистских организациях Русского Зарубежья.

### Вторая Мировая война
После оккупации Нацистской Германией Югославии весной в 1941 году, становил тесные дружеские связи с представителями VI Управления Имперской Безопасности. Летом 1942 году организовал в помещении Гвардейских казарм на Баннице в Белграде штаб по формированию добровольческого русского отряда вспомогательной полиции в составе 3 рот, который пополнялся выпускниками русских учебных заведений, выпускниками военно-училищных курсов РОВС, чинами 10-го добровольческого сербского отряда коменданта Лаутнера организации «ЗБОР» Д.В. Летича и других. Весной 1943 года выехал в Германию, где в Зоннеберге, в лагере службы «Цеппелин» подготовил из добровольцев 2 группы парашютистов, заброшенных в глубокий советский тыл летом 1943 году, сотрудник «Цеппелина» в чине гауптштурмфюрера СС. Осенью 1943 году из оставшихся добровольцев, набранных из молодежи русской диаспоры в Югославии и лагерей военнопленных, при содействии коменданта лагеря «Цеппелина» штурмбанфюрера СС Курека приступил к формированию особого СС полка «Варяг». Сформировал 1-й батальон под командованием капитана А. Орлова, участвовавший в боевых действиях против частей НОАЮ И.Б. Тито с начала 1944 году В течение первого полугодия сформировал 2-й и 3-й батальоны, перенес штаб формирования в Любляну. Принял немецкое подданство. В 1944–1945 годах последовательно был произведен в чины майора, оберстлейтенанта и оберста. Командовал полком в период активных боевых действий против партизан в Словении в 1944–1945 годах. Весной 1945 года заявил о юридическом подчинении полка Вооруженным Силам КОНР генерал-лейтенанта А.А. Власова. 6–7 мая сосредоточил батальоны полка в Любляне и приказал подчиненным снять знаки отличия Вермахта. В период 9-15 мая организовал сдачу полка в районе Клагенфурта представителям 5-го корпуса 8-й британской армии. После капитуляции и отделения офицерского состава полка от нижних чинов добился гарантий убежища для офицеров из числа русских эмигрантов, однако не смог предотвратить насильственную репатриацию 150 офицеров, унтер-офицеров и солдат из числа советских граждан.

### В послевоенное время

М. А. Семёнов в 1949 году. Фото из личного дела "Ди-Пи".

В 1945–1946 годах находился в британском плену, затем был освобожден. После войны, в конце 40-х годах. эмигрировал в Бразилию, где вел большую общественную работу. Являлся председателем Обще-Кадетского Объединения, товарищем председателя Союза военных инвалидов и ктитором храма святого преподобного Сергия Радонежского. Умер 4 февраля 1965 года в Бразилии, городе Сан-Пауло.

## Награды
Был награждён
- Орден Святого Станислава III степени с мечами и бантом
- Орден святой Анны IV степени с надписью «За храбрость»
- Орден Святого Саввы IV степени
- Железный крест II степени
- Железный крест I степени

## Источник
- Книга Офицерский корпус Армии генерал-лейтенанта А.А.Власова 1944-1945. К.М. Александров
- Биография Семенов Михаил Александрович